# 田邊俊喜
田邊 俊喜（たなべ としき、1987年9月3日 - ）は、日本の俳優、脚本家、 演出家。香川県出身。Spacenoid Company Inc. 。身長172cm。体重62kg。血液型O型。

## 演出作品
- 朗読劇『さよならのかわりに』(2018年3月7日 - 11日、コフレリオ新宿シアター) - 演出
- 舞台『笑うBarへようこそ』(2018年8月29日 - 9月2日、新宿スターフィールド) - 演出、出演 - マスター 役
- 舞台『YOSHITSUNE〜呪われた英雄〜』(2018年12月5日 - 9日、新宿シアターモリエール) - 演出
- 朗読劇『恋約』(2018年12月20日 - 24日、中野劇場MOMO) - 脚本、演出
- 朗読劇『Letter〜あなたの生きる世界に僕はいた〜』（2019年4月9日 - 14日、新宿シアターモリエール）- 演出
- 舞台『真・YOSHITSUNE』（2019年4月24日-  28日、CBGKシブゲキ）- 演出
- 舞台『夕-ゆう-』（2019年8月7日 - 18日、新宿シアターサンモール）- 演出
- 朗読劇『あの星に願いを』 -演出
- 舞台『コロッケ』- 演出
- コントライブ『区立すーぱーうるとらスゲェふぁいやーこんと小学校』(2020年7月10日 - 12日、六行会ホール) - 脚本、演出
- 舞台『ゲキドル the STAGE』(2021年3月3日 - 7日、新宿シアターサンモール) -演出
- 朗読劇『モノクロの空に虹を架けよう』- 演出
- 舞台『YOSHITSUNE 廻』(2021年5月26日 - 30日、北千住天空劇場)- 演出
- コントライブ『区立すーぱーうるとらスゲェふぁいやーこんと小学校 えくすとら』(2021年8月25日 - 29日、新宿シアターサンモール) - 脚本、演出
- 朗読劇『4月の花嫁』(2021年10月23日 - 24日、ホワイトチャペルホール)- 演出
- 舞台『Wizards Storia-initium-』(2021年12月2日 - 5日、六行会ホール)- 演出
- READPIA × STU48 オリジナル朗読劇『静かな時の上の方』- 演出
- 朗読劇『声優ラジオのウラオモテ』(2022年4月24日、ところざわサクラタウンホール ジャパンパビリオンホールA)- 演出
- 朗読劇『Wizards Storia-luceat-』(2022年4月28日 - 5月1日、青山DDDクロスシアター)- 演出
- ミュージカル『ピオフィオーレの晩鐘』(2022年5月5日 - 15日、サンシャイン劇場) -ドラマターグ
- 朗読劇『この色、君の声で聞かせて』 -演出
- 舞台『ラスト・ブランク・ダイアリー』ゲキドルスピンオフ(2022年7月22日 - 24日、浅草花劇場) - 演出
- コントライブ『区立すーぱーうるとらスゲェふぁいやーこんと小学校 ざ・ふぁいなる』(2022年8月31日 - 9月4日、スクエア荏原ひらつかホール) - 脚本、演出
- 朗読劇『みやがわら』- 演出
- 朗読劇『恋と嘘』（2022年11月9日 - 13日、TIAT SKY HALL）- 演出
- 朗読劇『ストライクウィッチーズ』（2022年12月18日、ところざわサクラタウン ジャパンパビリオン ホールA）- 演出
- 舞台『Wizards Storia-cadere-』（2022年12月22日 - 12月26日、羽生市産業文化ホール）- 演出
- 朗読劇『魔法少女育成計画』（2023年1月28日 - 29日、草月ホール）- 演出
- 舞台『ラストアンコール〜死者の夜明け〜』（2023年3月23日 - 4月2日、銀座博品館）- 演出
- 舞台『アサルトリリィ・イルマ女子美術高校』（2023年4月13日 - 4月19日、亀有リリオホール）- 演出
- 朗読劇『4月の花嫁』（2023年4月29日 - 30日、チャペルブランカ）- 脚本、演出
- 朗読劇『あの星に願いを』（2023年5月25日 - 29日、CBGKシブゲキ）- 演出
- 舞台『夕』（2023年6月30日 - 7月9日、シアターサンモール）- 演出
- 舞台『呪怨 THE LIVE』（2023年8月12日 - 20日、全労済スペース・ゼロ）- 演出
- 朗読劇『それを言っちゃお終い』（2023年8月21日 - 8月27日、六本木トリコロールシアター）- 演出
- 朗読劇『転生王女と天才令嬢の魔法革命』（2023年9月30日 - 10月1日、草月ホール）- 演出
- 朗読劇『芙蓉友奈は語部となる』（2023年10月8日、ところざわサクラタウン ジャパンパビリオン ホールA）- 演出
- 朗読劇『魔法少女育成計画スノーホワイト育成計画』（2023年10月14日 - 10月15日、飛行船シアター）- 演出
- 朗読劇『Wizards Storia-vanitas-』（2023年11月2日 - 11月5日、青山DDDクロスシアター）- 演出
- 世界遺産劇場『源平刀剣七夜譚』（2023年11月11日 - 11月12日、愛媛県大山祇神社）- 演出
- 舞台『アサルトリリィ・新章』（2023年12月19日 - 12月25日、シアター1010）- 演出
- 朗読劇『はなしぐれ』（2024年1月24日 - 28日、CBGKシブゲキ）- 演出
- 朗読劇『魔法少女育成計画 double shadow』（2024年3月16日 - 17日、草月ホール）- 演出
- 舞台『アサルトリリィ・新章』第2段（2024年5月17日 - 5月22日、シアターかめありリリオホール）- 演出
- 舞台『ブラックジャックによろしく』（2024年7月31日 - 8月12日、赤坂RED TEATER）- 演出
- 朗読劇『青野くんに触りたいから死にたい』（2024年9月11日 - 16日、CBGKシブゲキ）- 演出
- 舞台『結城友奈は勇者である』（2024年10月11日 - 10月14日、ところざわサクラタウンホール）- 演出
- リーディングミュージアム『東京方舟博覧記』（2024年10月25日 - 10月27日、東京国立博物館）- 演出
- 舞台『アサルトリリィ・イルマ女子美術高校』（2024年12月5日 - 15日、全労済スペース・ゼロ）- 演出
- 朗読劇『はなしぐれ 再演』（2025年1月9日 - 13日、CBGKシブゲキ）- 演出
- 舞台『魔法少女育成計画F2P the STAGE 〜First Chapter』（2025年2月6日 - 10日、博品館劇場）- 演出
- 朗読劇『4月の花嫁』（2025年3月1日 - 2日、チャペルブランカ）- 脚本、演出

### テレビドラマ
- YTV「名探偵コナン工藤新一への挑戦状」第3話
- CX「僕とスターの99日」第2話
- CX「リッチマン、プアウーマン」 - レギュラー出演
- CX「リッチマン、プアウーマン in ニューヨーク」
- TBS「原宿ネストカフェ」 - レギュラー出演
- メ〜テレ「白鳥麗子でございます」#1

### 出演舞台
- D-BOYS STAGE 2011『ヴェニスの商人』(2011年4月-5月、サンシャイン劇場/イオン化粧品シアターBRAVA!)
- 気晴らしBOYZ vol.4『SECURITY BOYZ!!!!!俺たちスーパー警備員』
- 日本劇団協議会『東京サンダンス』(2013年12月、中野MOMO)
- オトメステージ vol.1『歌舞伎の王子様〜舞踊恋華〜』(2014年2月26日 - 3月2日、シアター風姿花伝) - 宮森航平 役
- Be With プロデュース vol.27『Innocent World』(2014年6月26日 - 29日、品川 六行会ホール) - フリッツ 役
- SOLID STAR プロデュース vol.2『ヨビコー!〜You be cool!!〜』
- オトメステージ vol.2『擬人カレシ〜けもみみ大作戦!?〜』
- 劇団たいしゅう小説家Present`s『La・festa』 -人生のレシピ
- 劇団たいしゅう小説家Present`s 〜宝や旅館〜『げんせんじゃ〜』2015
- ミュージカル『仮面ティーチャー SILVER MASK』(2015年9月16日 - 18日、梅田芸術劇場シアタードラマシティ/9月30日 - 10月4日、Zeppブルーシアター六本木) - 雷門 役
- オトメステージ vol.3『マフィアモーレ』 - インター 役
- 舞台『人間風車』
- 舞台『マジすか学園』〜Lost In The SuperMarket〜(2016年7月25日 - 8月5日、赤坂ACTシアター)
- 舞台「JUNK☆KABUKI!!-The show must go on!!-」(2016年10月13日 - 16日、CBGKシブゲキ!!)
- 舞台『犬夜叉』(2017年4月6日 - 15日、天王洲 銀河劇場) - 鬼蜘蛛 役
- 劇団たいしゅう小説家Present`s『Aサービス』(2017年5月17日 - 21日、大塚萬劇場)
- 『東京喰種トーキョーグール』〜或いは、超越的美食学をめぐる瞑想録〜(2017年6月29日 - 7月4日、シアター1010/7月8日 - 9日、梅田芸術劇場シアタードラマシティ)
- JAM STAGE vol.1『慌てん坊の酔いどれたち』(2017年10月5日 - 9日、中野CLOVER) - 主演：マスター 役 / 演出
- ウィズステージ vol.4『結ひの忍』(2017年11月23日 - 26日、品川 六行会ホール) - チェリー 役
- 劇団たいしゅう小説家Present`s『湯もみガールズIV』(2017年12月5日 - 10日、大塚萬劇場) - 横山三郎 役
- 舞台『少年ヨルハ Ver.1.0』(2018年1月31日 - 2月4日、品川 六行会ホール) - フロックス 役
- レティクル東京座 舞台『氷雨丸』(2018年6月6日 - 10日、新宿村LIVE) - 犀鳥 役
- 舞台『僕とママと発達障がい』(2018年10月17日 - 21日、新宿シアターモリエール) - 大橋 駿 役
- 舞台『ZERO〜公安警察特殊部隊霧組〜』（2019年6月12日 - 16日）-ジョーカー役

### PV
- 0TU1「春桜-SAKURA-」

### CM
- 終活Ponta「始めます編」「葬儀場検索編」「ポイントGET編」「最後の贈り物編」

### イベント
- 柏木佑介「1st写真集Colors that give to you 〜あなたに贈る色〜発売記念イベント」 - MC
- KLEE FES「俳優×芸人＝どうなりますかライブ!?」 - MC
- WALLOP放送局「松井咲子の爆笑クレッシェンド」
- 涙活プロジェクト「春涙」「夏涙」 - 演出 / MC

### その他
- メンズファッションアパレルサイト「SIMPMEN」専属モデル
- フジテレビTWO「キュンメンミニッツ」
- 上海TV「上海ロキシー」
- 原田忠全部 Ver.4.0「BIGINS」ヘアショーショーモデル
- Abema TV FRESH!「Tom&Collins TV〜トッシーの妄りに成ろう事なら！〜」
- タックルTV